# U-Bahnhof Langwasser Süd
Der U-Bahnhof Langwasser Süd (Abkürzung: LS) wurde als 1. U-Bahnhof der Nürnberger U-Bahn am 1. März 1972 eröffnet. Er ist 442 m vom U-Bahnhof Gemeinschaftshaus entfernt und Endbahnhof der Linie U1. In den ursprünglichen Planungen hatte dieser U-Bahnhof den Arbeitstitel Julius-Leber-Straße. Seine heutige Bezeichnung geht auf seine Lage am südlichen Rand des Nürnberger Stadtteils Langwasser zurück. Täglich wird er von rund 8.600 Fahrgästen genutzt (Mo–Fr, 2019).

## Lage und Infrastruktur

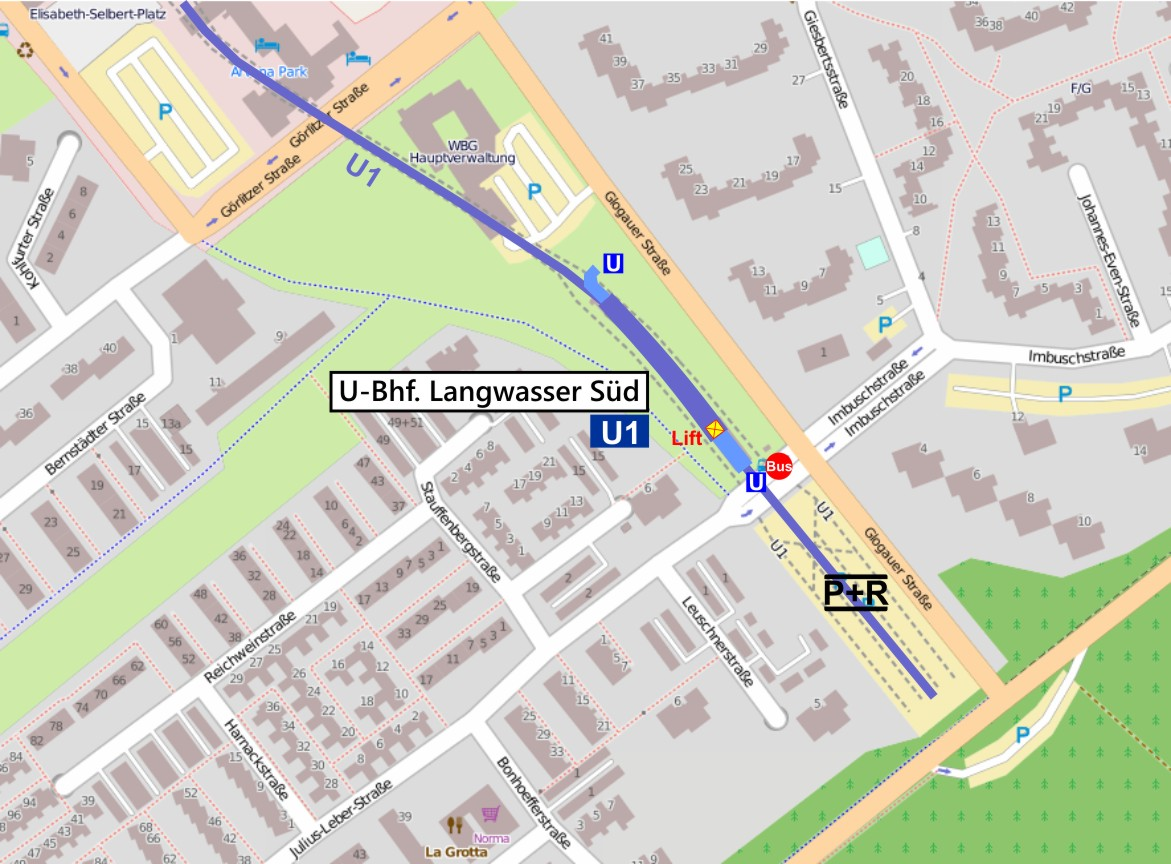
Lageplan U-Bahnhof Langwasser/Süd

Der Bahnhof liegt im Nürnberger Stadtteil Langwasser und erstreckt sich unterirdisch in Nordwest-Südost-Ausrichtung nordwestlich der Kreuzung Julius-Leber-/ Imbusch-/ Glogauer Straße. Der nördliche Aufgang führt zur Glogauer Straße, der sich am südlichen Bahnsteigkopf befindende Aufgang und Aufzug zur Julius-Leber-Straße, zur Bushaltestelle und zur P+R-Anlage. An den Bahnhof schließt sich Richtung Südosten eine 285 Meter lange Abstell- und Kehranlage an.

## Bauwerk und Architektur
Die Bauarbeiten für das Bahnhofsbauwerk begannen 1967 und wurden in offener Bauweise ausgeführt. Der Aufzug wurde im Jahre 1984 nachgerüstet, der Nordausgang 2006 nach verschärften Brandschutzvorrichtungen für Tunnelbauwerke.
Die Gestaltung des Bahnhofs als Zweckbau entspricht dem Stil der 1960er Jahre. Die mit Keramikfliesen gekachelten Bahnsteigwände sind vom Boden bis auf Höhe der Bahnsteigkante grau und anschließend bis zur Decke weiß, lediglich das Band mit dem Haltestellennamen ist in blau mit weißer Schrift gehalten. Die quadratischen Deckenstützen sind ebenfalls weiß gekachelt.

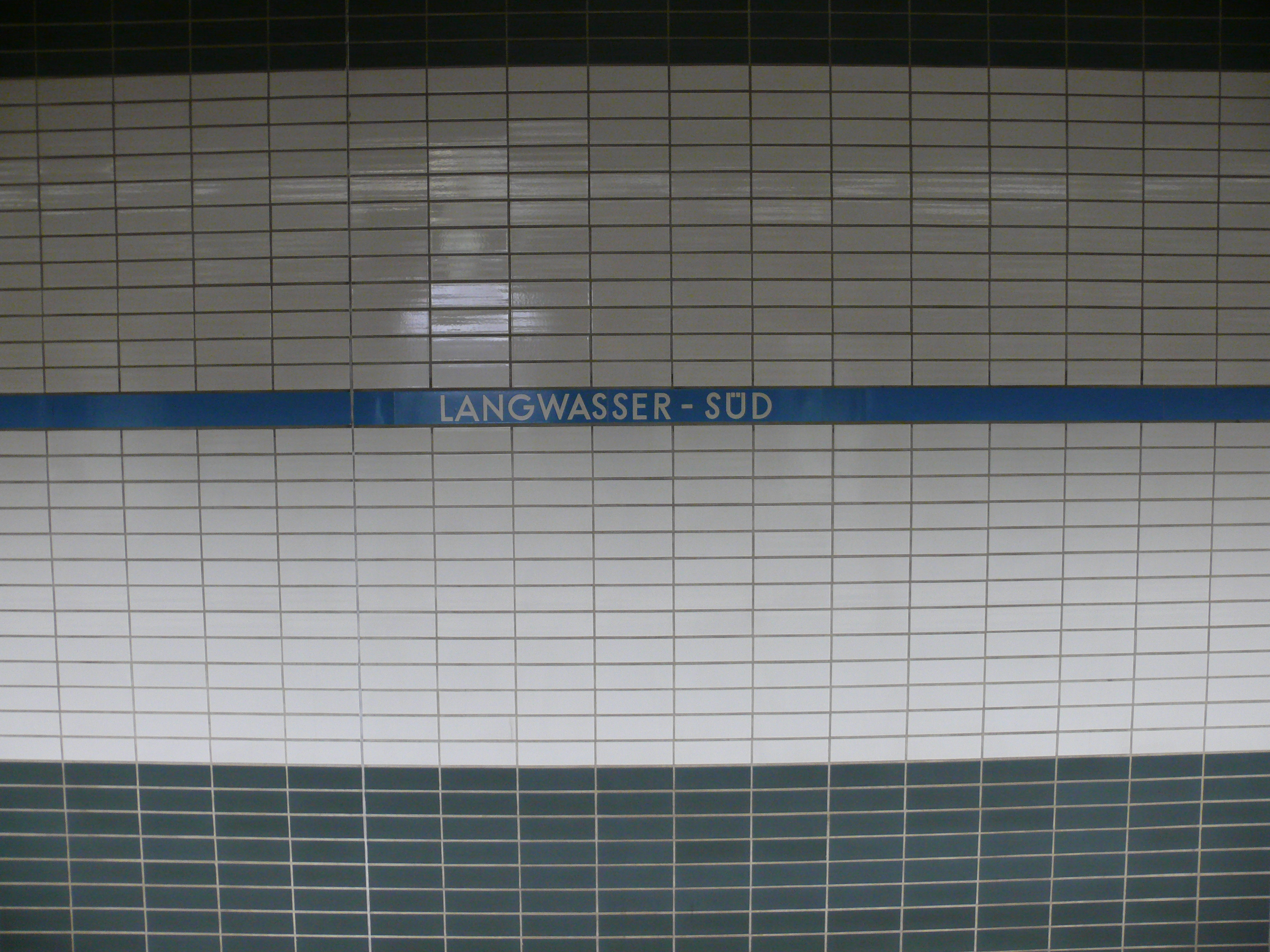
Stationsname an den Bahnsteigwänden
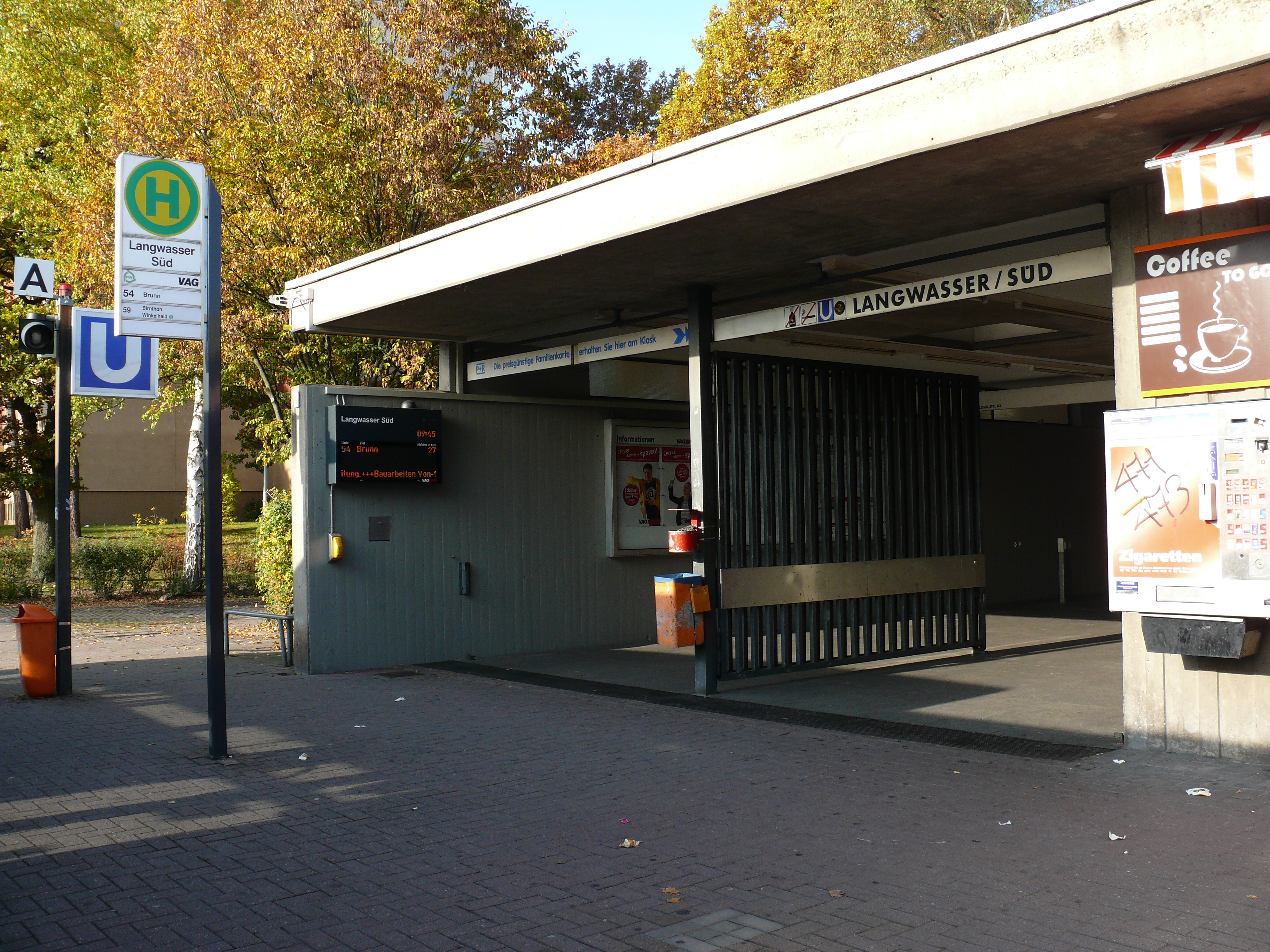
Zugang an der Oberfläche
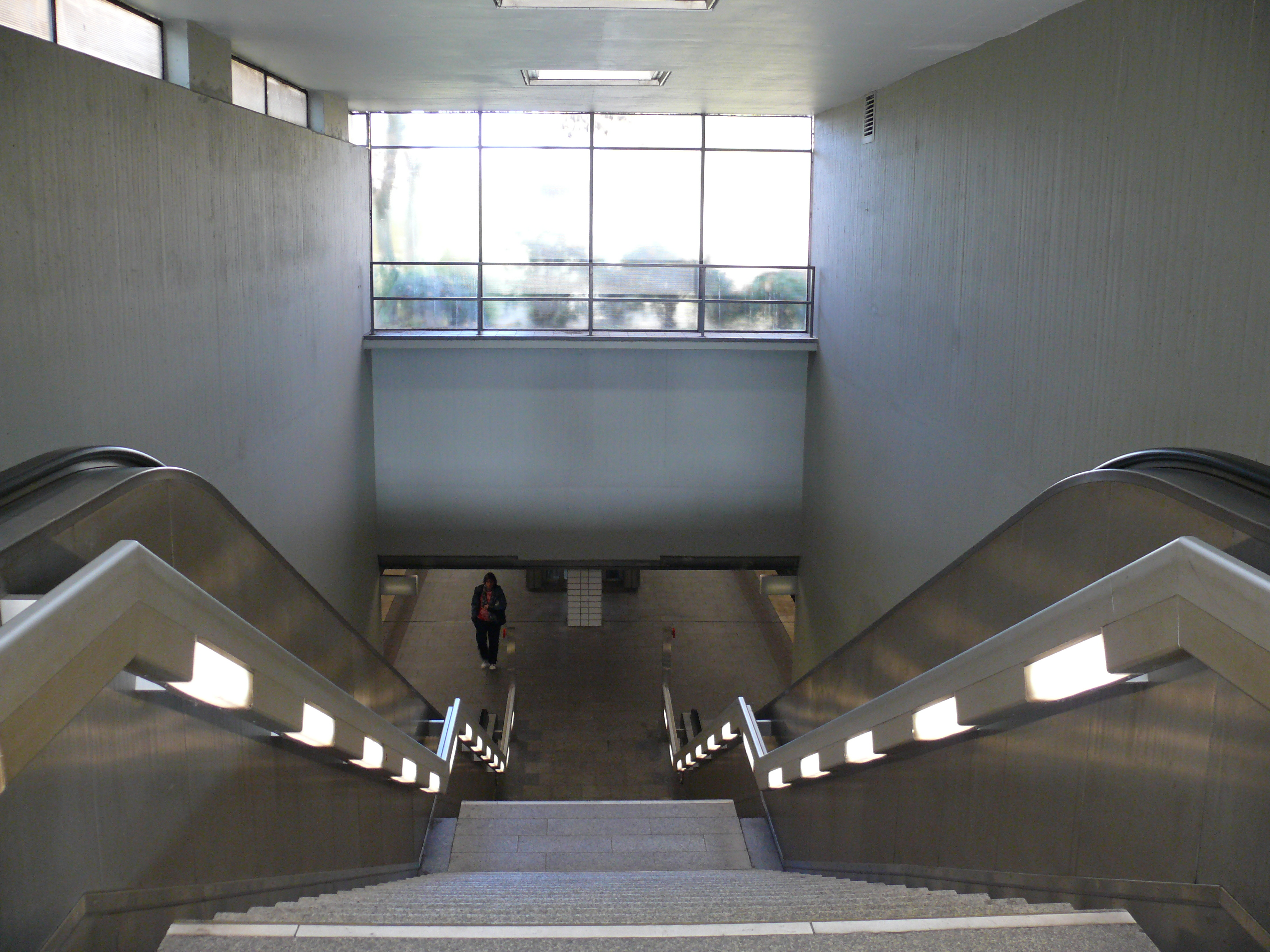
Abgang von der Oberfläche zur Bahnsteigebene
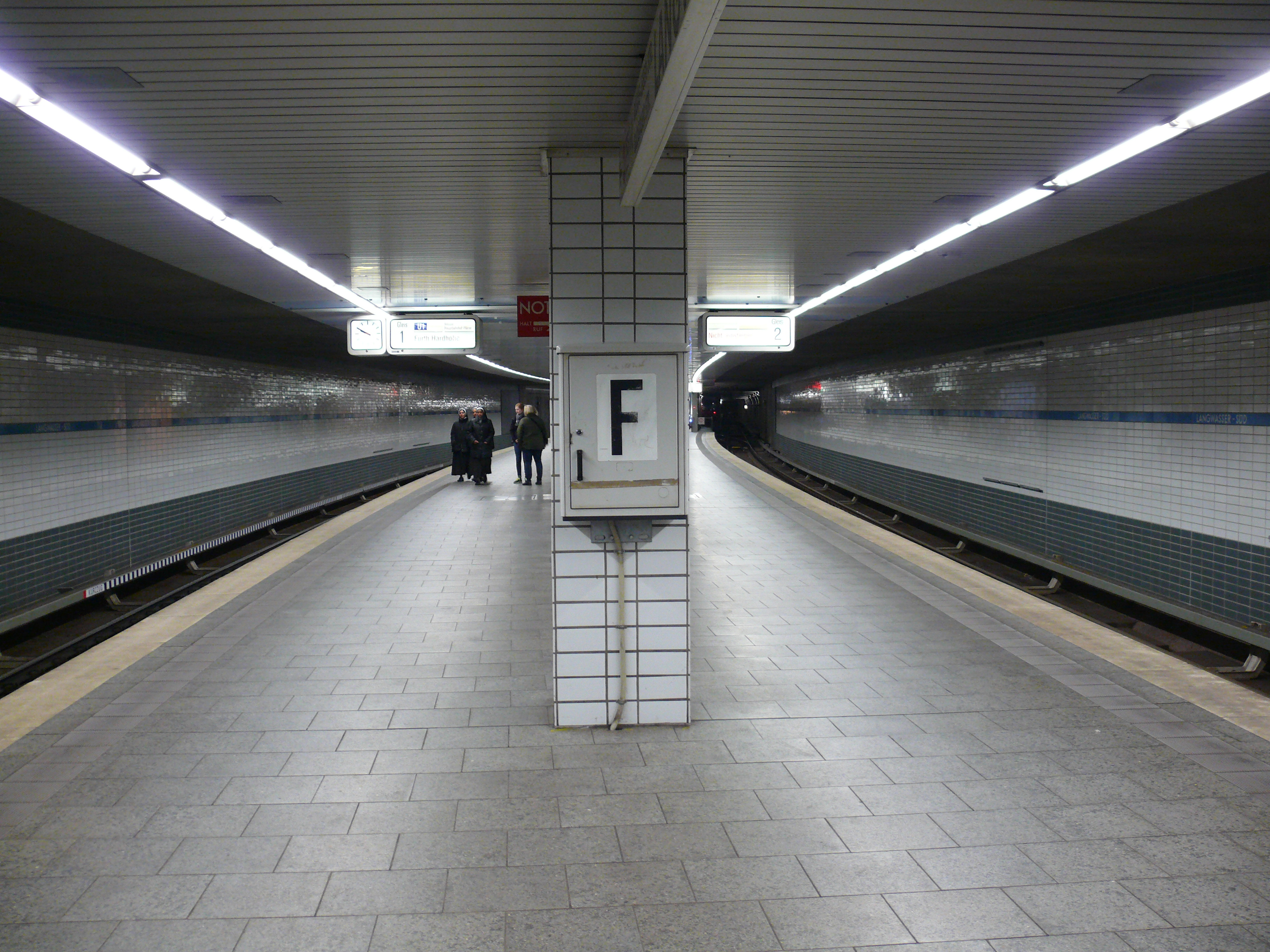
Bahnsteigebene

## Linien
| Linie | Verlauf | Takt |
| ----- | --- | --- |
| U1    | Langwasser Süd – Gemeinschaftshaus – Langwasser Mitte – Scharfreiterring – Langwasser Nord – Messe – Bauernfeindstraße – Hasenbuck – Frankenstraße – Maffeiplatz – Aufseßplatz – Hauptbahnhof – Lorenzkirche – Weißer Turm – Plärrer – Gostenhof – Bärenschanze – Maximilianstraße – Eberhardshof – Muggenhof – Stadtgrenze – Jakobinenstraße – Fürth Hauptbahnhof – Rathaus – Stadthalle – Klinikum – Hardhöhe Stand: Fahrplanwechsel Dezember 2023 | 5–7 min (montags–freitags) 3–4 min (Langwasser–Eberhardshof an Schultagen) 6–7 min (samstags) 10 min (sonn-/feiertags) |

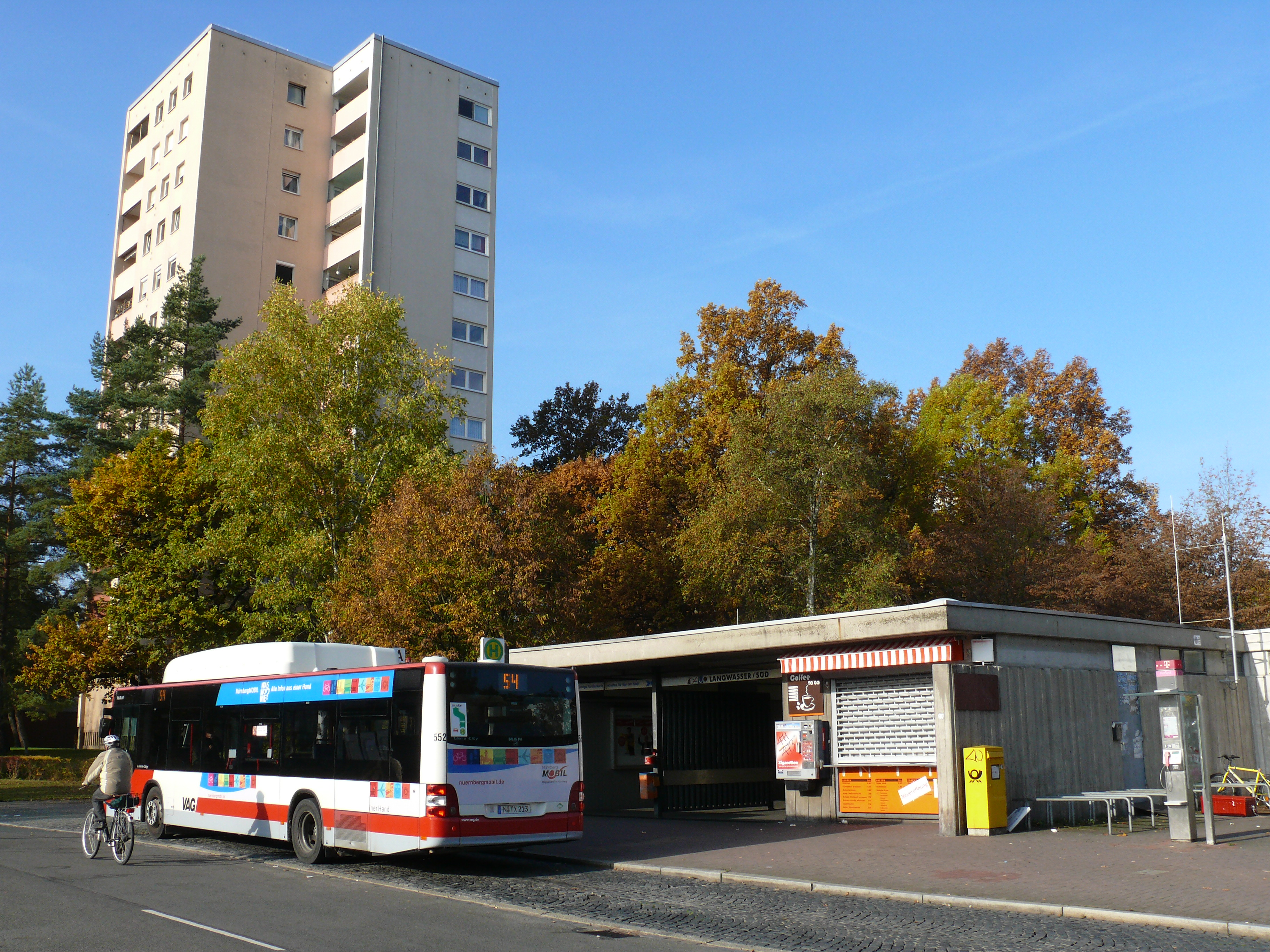
Stadtbuslinie 54 am U-Bahnhof

Der Bahnhof wird von der Linie U1 bedient und ist gleichzeitig deren Endpunkt. An der Oberfläche befindet sich eine Bushaltestelle für die Stadtbuslinien 54 (Langwasser Süd – Brunn) und 59 (Langwasser Süd – Birnthon). Am Wochenende verkehrt auch die Nachtbuslinie N4 (Hauptbahnhof – Brunn).